# 도로시아 랭
도로시아 랭(Dorothea Lange, 1895년 5월 26일~1965년 10월 11일)은 미국의 사진 작가, 보도 사진 작가이다. 대공황 시대의 작품으로 알려져 있다. 문서 사진의 발전에 큰 영향을 주었다.

## 생애

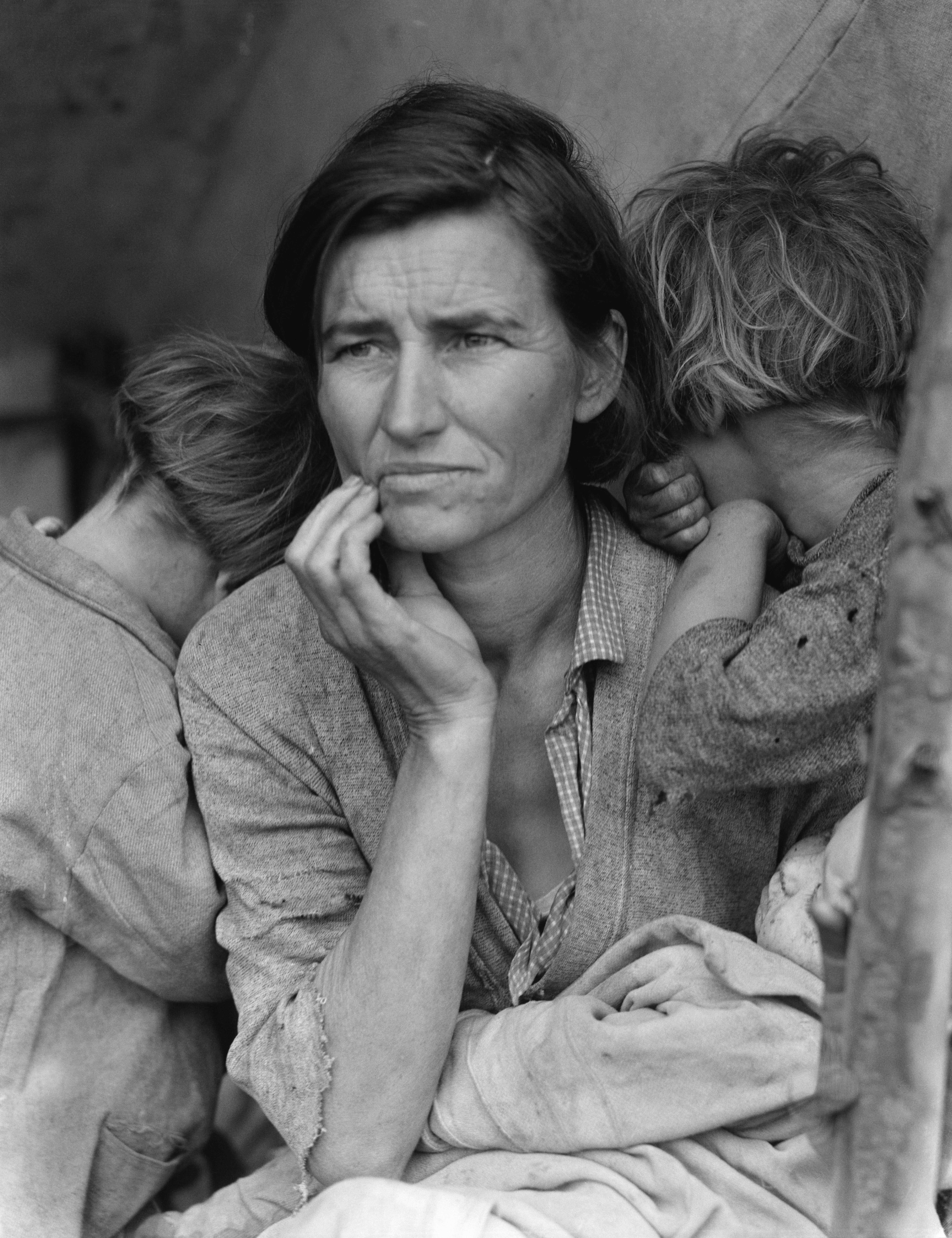
랭의 1936, Migrant Mother

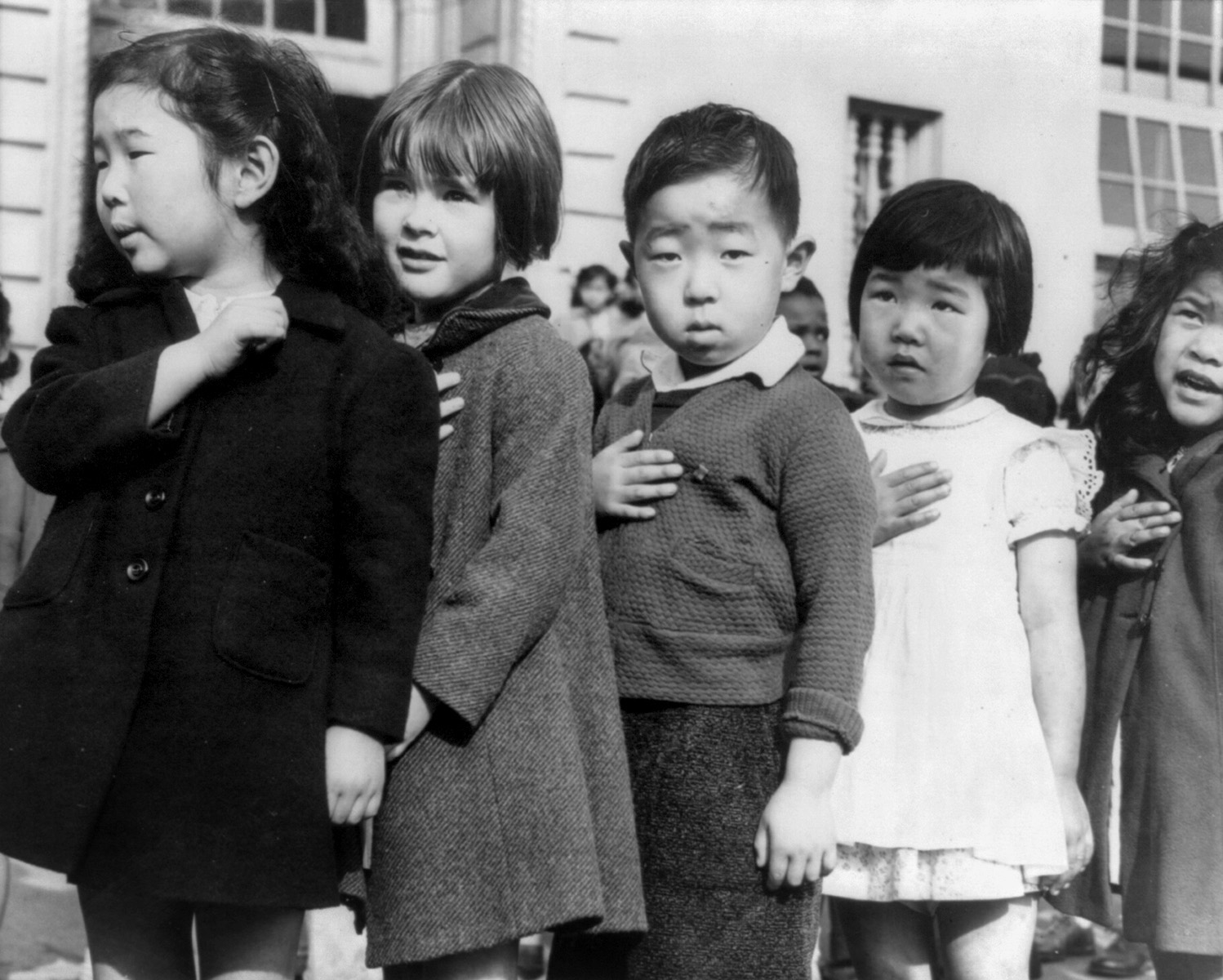
국기에 대한 맹세를 하는 웨일 공립학교 아이들, 샌프랜시코, 1942년 4월

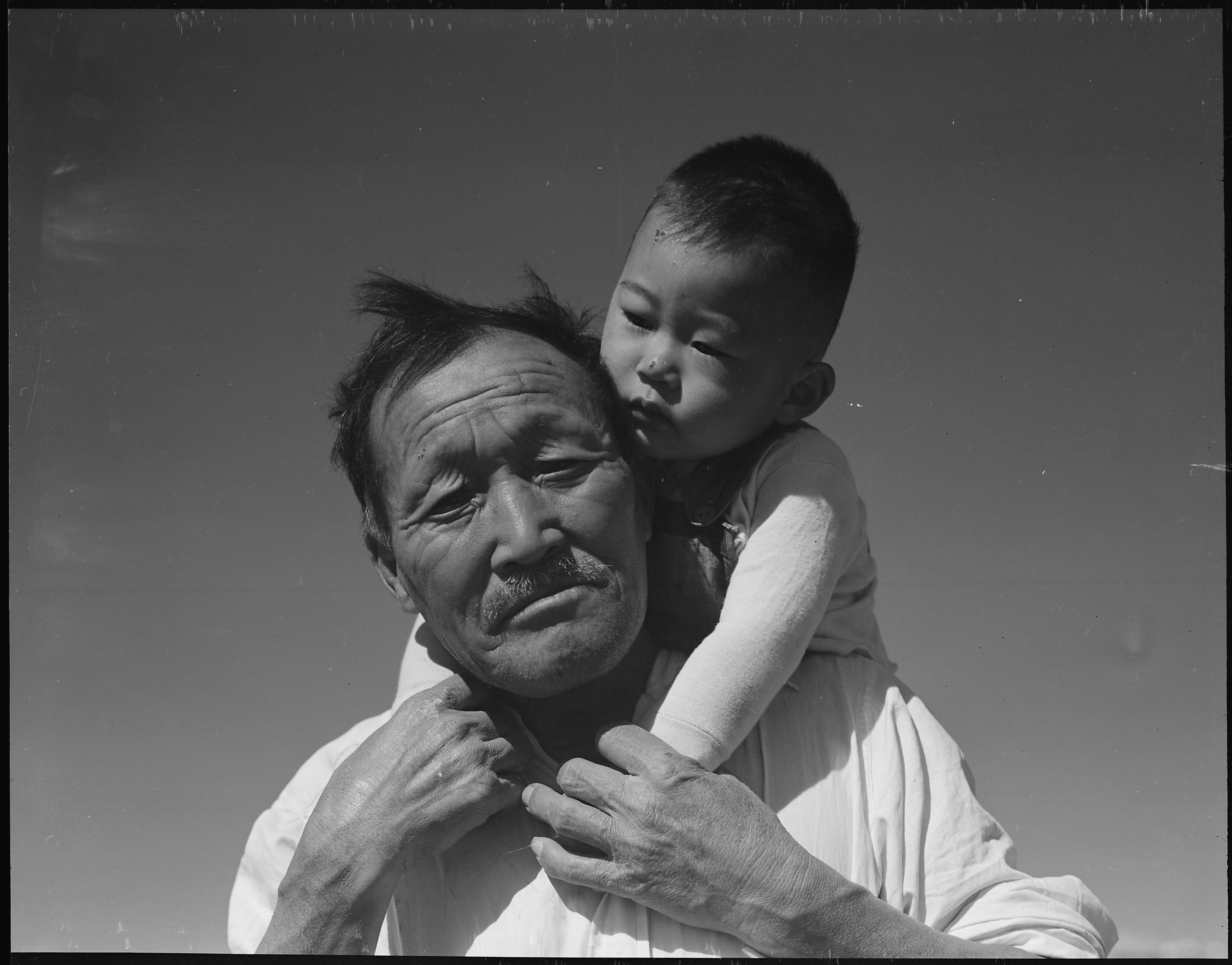
손자와 할아버지, 만자나 일본인 강제수용수

그녀는 독일계 이민 2세로 뉴저지주 호보컨에서 태어났다. 1902년에 소아마비가 발병하여, 당시 아직 치료법이 발견되지 않았기 때문에 쇠약으로 오른발의 기능을 잃었다. 치료는 했지만 항상 약했고, 장애야말로 자신의 개성을 형성하는 중요한 것으로 생각하게 되었다.
뉴욕에서 사진을 배웠고 동시에 사진 스튜디오에서 견습생으로 일했다. 1918년에 도로시아는 오클라호마를 거쳐 샌프란시스코로 이주해 그곳에서 후원자의 도움으로 인물 사진 스튜디오를 열었다. 1920년에는 화가 메이나드 딕슨과 결혼하여 1925년에 다니엘, 1928년에 존을 출산했다. 그 후 세계 공황의 진전에 따라 야외 촬영을 시작했다.
그녀는 실업과 노숙자 문제에 대한 연구를 하였고, 그 영향으로 지역 사진 작가의 관심과 농업안정국(FSA)의 FSA 프로젝트에 참여하게 되었다.
1935년에 메이나드와 이혼하고 농업 경제학자이자 UC 버클리 경제학과 교수인 폴 슈스타 테일러와 재혼했다. 그는 도로시아와 함께 사회, 정치 문제에 대한 연구를 했다. 5년간 폴이 탐문과 경제 통계를 조사하고, 도로시아가 사진을 찍는 형태로 지역의 빈곤과 기생지주제의 착취, 그리고 이주 노동자에 관한 조사를 실시했다.
1935년부터 1939년에 걸쳐 그녀의 활동은 소농과 농가, 이주노동자의 처지를 세상에 알리게 되었다. 그리고 그녀의 몸을 자르는 사진은 일약 이 시대를 대표하는 상징이 되었다. 1941년 구겐하임 상을 수상했다. 같은 해 12월 일본이 진주만 공격을 감행하자 루스벨트 대통령은 미국 내 일본인들을 격리시켰고 랭은 그들의 모습을 사진으로 찍는 작업을 맡았다. 1945년에는 캘리포니아 예술대학교의 교수로 초빙되었으며 1965년에 식도암으로 사망할 때까지 사진 에세이를 제작하였다. 사후 도로시아의 작품은 오클랜드 박물관에 기증되었다.

## 같이 보기
- 워커 에번스
- 마사 겔혼

## 참고 문헌
- “도로시아 랭”. 《네이버캐스트》.